# 李树谦
李树谦（1929年12月—2021年3月13日），男，黑龙江齐齐哈尔人，中国当代文学理论家、批评家，曾任辽宁省文联党组副书记、副主席。